# Todor Burmow
Todor Stojanow Burmow (bułg. Тодор Стоянов Бурмов, ur. 2 stycznia 1834 we wsi Draganowci, zm. 25 października 1906 w Sofii) – bułgarski polityk, członek Partii Konserwatywnej i Partii Postępowo-Liberalnej. Deputowany do Wielkiego Zgromadzenia Narodowego 1. kadencji (1879) oraz Zwyczajnego Zgromadzenia Narodowego 1. (1879) i 2. kadencji (1880). Pierwszy premier Księstwa Bułgarii (1879), minister spraw wewnętrznych (1879) i minister finansów (1886). Członek rzeczywisty Bułgarskiego Towarzystwa Literackiego.

## Życiorys
W 1857 ukończył Kijowską Akademię Duchowną, następnie pracował jako nauczyciel w Gabrowie. Po 1860 był redaktorem gazet „Български книжици” (w tłum. Bułgarskie Księgi), „Съветник” (w tłum. Radca) i „Време” (w tłum. Czas). W okresie sprawowania władzy przez tymczasowy rząd rosyjski pełnił funkcje wicegubernatora Płowdiwu i gubernatora Sofii.
Od 17 lipca do 6 grudnia 1879 stał na czele pierwszego bułgarskiego rządu. Jako premier usiłował ustabilizować sytuację w nowo powstałym Księstwie Bułgarii, wprowadzając stan wojenny w Warnie i na pozostałych obszarach objętych buntami ludności muzułmańskiej. Z powodu braku poparcia ze strony parlamentu, w którym politycy Partii Konserwatywnej nie mieli przekonującej większości, rząd Burmowa upadł zaledwie po kilku miesiącach.
W 1881 został członkiem krótko istniejącej Rady Państwa. W 1883 i w 1886 pełnił okresowo funkcję ministra finansów. Po rozpadzie Partii Konserwatywnej w połowie lat 80. wstąpił do prorosyjskiej Partii Postępowo-Liberalnej. Od 1884 był także członkiem rzeczywistym Bułgarskiego Towarzystwa Literackiego. Pracował jako redaktor gazet „Витоша” (w tłum. Witosza), „Български глас” (w tłum. Bułgarski Głos) и „Светлина” (w tłum. Światło). Do ostatnich lat życia aktywnie uczestniczył w życiu politycznym kraju.

## Funkcje sprawowane przez Burmowa w Radzie Ministrów
Todor Burmow zajmował następujące stanowiska w rządach Bułgarii (w porządku chronologicznym):
- w swoim rządzie
  - premier (17 lipca 1879 – 6 grudnia 1879)
  - minister spraw wewnętrznych (17 lipca 1879 – 6 grudnia 1879)
  - tymczasowo na czele Ministerstwa Oświaty (17 lipca 1879 – 7 sierpnia 1879)
- w rządzie Leonida Sobolewa
  - na czele Ministerstwa Finansów (18 marca 1883 – 19 września 1883)
- w tymczasowym rządzie Klemensa Tyrnowskiego
  - minister finansów (od 21 sierpnia 1886 do 24 sierpnia 1886)

## Życie prywatne
Todor Burmow był żonaty z Marionką (Marią) Iwanową Pyrwową-Zołotowicz (1835–1916), z którą miał trzy córki: Nadeżdę, Annę i Radę.